# Ibaretama
Ibaretama là một đô thị thuộc bang Ceará, Brasil. Đô thị này có diện tích 877,25 km², dân số năm 2007 là 12591 người, mật độ 14,35 người/km².